# Gouvernement du Kosovo
Le gouvernement du Kosovo représente le pouvoir exécutif de la république du Kosovo. Le pouvoir législatif est assuré par l'Assemblée du Kosovo. Il est constitué du Premier ministre et des ministres.
Actuellement, le poste de premier ministre est occupé par Albin Kurti.

## Histoire

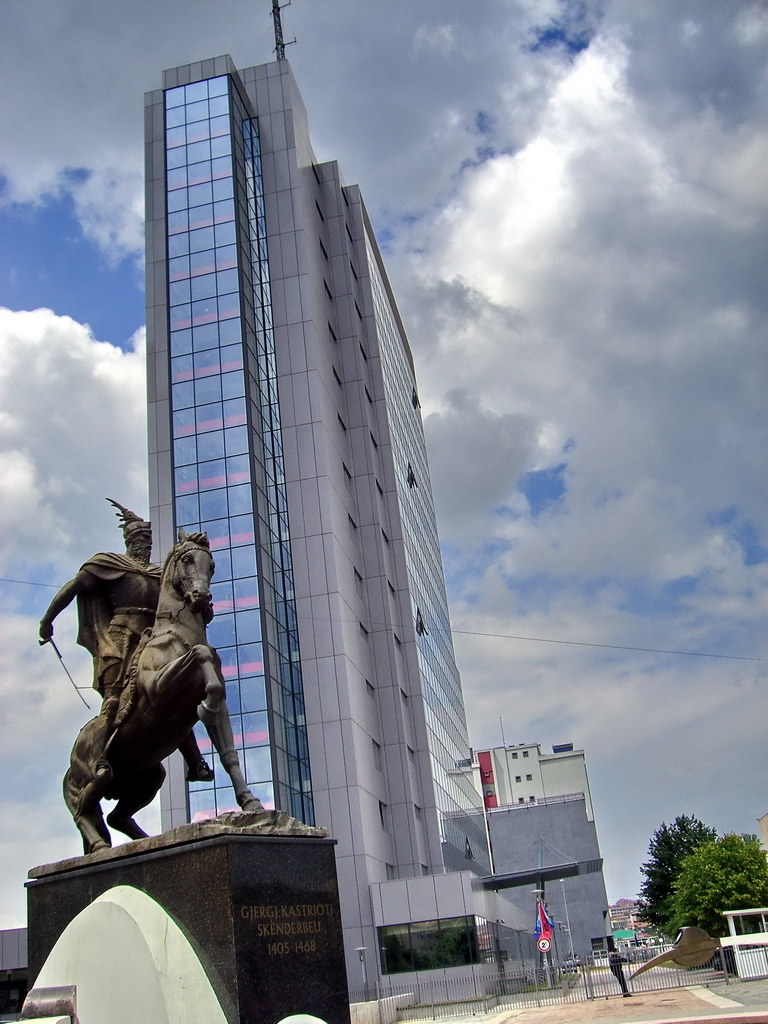
Bâtiment du gouvernement à Pristina.

Le gouvernement de la République du Kosovo est créé lors de son indépendance, le 17 février 2008, alors que Hashim Thaçi est le Premier ministre. Sa forme actuelle, date du 15 juin 2008, jour d'entrée en vigueur de la constitution.

## Nominations

### Premier ministre
Après avoir consulté le parti ou la coalition disposant de la majorité à l'Assemblée, le président de la République propose à cette dernière un candidat au poste de Premier ministre. Celui-ci dispose d'un délai de quinze jours pour présenter son gouvernement aux députés, qu'il soumet ensuite à un vote de confiance.

### Ministres
Le gouvernement doit être composé d'au moins un ministre de la communauté serbe et un ministre de toute autre communauté non majoritaire du Kosovo. S'il y a plus de douze ministres, le gouvernement aura également un troisième ministre représentant l'une des communautés non majoritaires du Kosovo.
Le gouvernement doit contenir au moins deux vice-Premiers ministres de la communauté serbe du et deux vice-ministres d'autres communautés non majoritaires au Kosovo. S'il y a plus de douze ministres, le gouvernement aura également un troisième vice-ministre représentant la communauté serbe et un autre vice-ministre représentant l'une des autres communautés non majoritaires du Kosovo.

## Relations avec l'Assemblée

### Responsabilité
Le gouvernement est responsable devant l'Assemblée.

### Motion de censure
Une motion de censure à l'égard du gouvernement peut être soulevée sur proposition d'un tiers de tous les membres de l'Assemblée. La motion de censure est inscrite à l'ordre du jour de l'Assemblée au plus tard cinq jours et au plus tôt deux jours à compter de la date de sa présentation.
Une motion de censure est réputée acceptée si la majorité de tous les membres de l'Assemblée du Kosovo l'ont votée. Si la motion de défiance échoue, l'autre motion de défiance ne pourra pas être rétablie au cours des quatre-vingt-dix jours suivants.
Si la motion de défiance est votée par le gouvernement dans son ensemble, le gouvernement est considéré comme démissionnaire.

## Gouvernement actuel
| Poste                                                                                             | Ministre | Ministre          | Parti |
| ------------------------------------------------------------------------------------------------- | -------- | ----------------- | ----- |
| Premier ministre                                                                                  |          | Albin Kurti       | VV    |
| Premier vice-Premier ministre Délégué à l'Intégration européenne, au Développement et au Dialogue |          | Besnik Bislimi    | VV    |
| Deuxième vice-Première ministre Ministre des Affaires étrangères                                  |          | Donika Gërvalla   | Guxo  |
| Troisième vice-Première ministre Déléguée aux Minorités et aux Droits humains                     |          | Émilie Rexhepi    | NDS   |
| Ministre de l'Agriculture et des Forêts et du Développement rural                                 |          | Faton Peci        | Guxo  |
| Ministre des Communautés et du Retour                                                             |          | Nenad Rašić       | SL    |
| Ministre de la Culture, de la Jeunesse et des Sports                                              |          | Hajrullah Çeku    | VV    |
| Ministre de la Défense                                                                            |          | Armend Mehaj      | Sans  |
| Ministre de l’Économie                                                                            |          | Artane Rizvanolli | Sans  |
| Ministre de l'Éducation, de la Science, de la Technologie et de l'Innovation                      |          | Arbërie Nagavci   | VV    |
| Ministre de l'Environnement, de l'Aménagement du territoire et des Infrastructures                |          | Liburn Aliu       | VV    |
| Ministre des Finances, du Travail et des Transferts                                               |          | Hekuran Murati    | VV    |
| Ministre de la Santé                                                                              |          | Arben Vitia       | VV    |
| Ministre de l'Industrie, de l'Entrepreneuriat et du Commerce                                      |          | Rozeta Hajdari    | VV    |
| Ministre de l’Intérieur et des Administrations publiques                                          |          | Xhelal Sveçla     | VV    |
| Ministre de la Justice                                                                            |          | Albulena Haxhiu   | VV    |
| Ministre des Collectivités locales                                                                |          | Elbert Krasniqi   | IRDK  |
| Ministre du Développement régional                                                                |          | Fikrim Damka      | KDTP  |